# Erodium lebelii
Erodium lebelii là một loài thực vật có hoa trong họ Mỏ hạc. Loài này được Jord. mô tả khoa học đầu tiên năm 1851.

## Hình ảnh

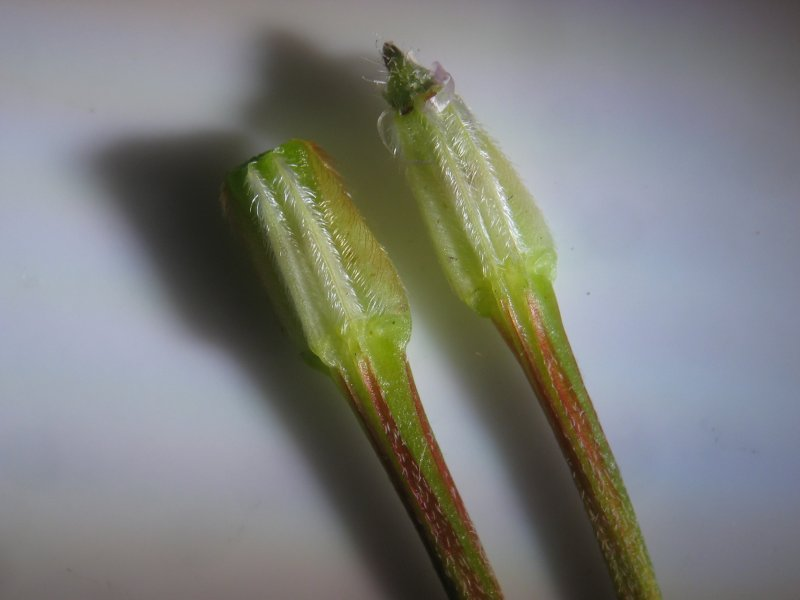
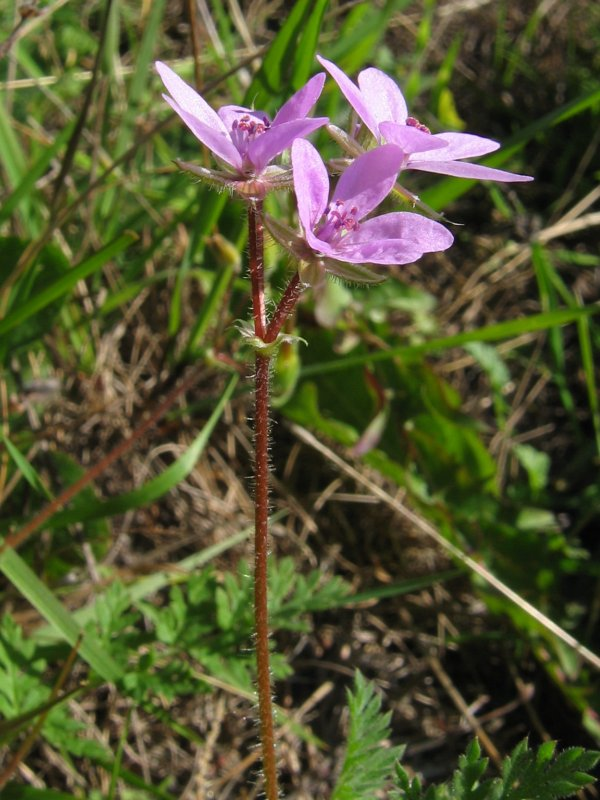
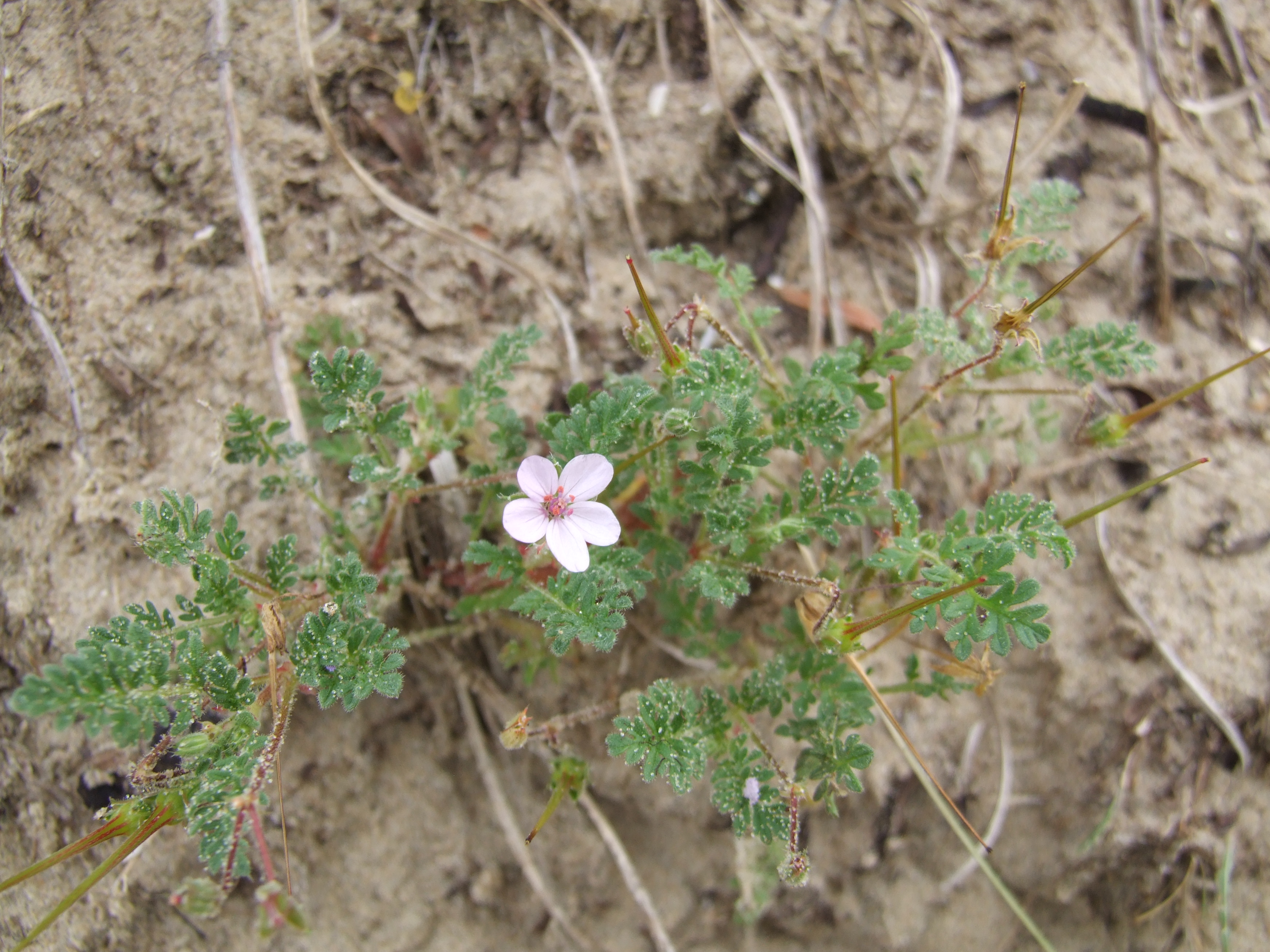
Erodium lebelii